# Купус (род)
Купус (лат. Brassica) род је биљака из породице купусњача или крсташица коме припада 39 врста, од којих се многе користе у људској исхрани. Име рода долази од речи brassein (кувати), а првенствено се мисли на врсту oleracea, из које су настали бројни варијетети као што су карфиол, прокељ, дивљи купус, келераба, кељ, брокуле, али и њој сродне врсте, међу којима је и репа. Од значајних врста ту је и уљана репица.
Род Brassica је пореклом из западне Европе и умерене регије Азије, а многе аутохтоне врсте као коров расту по Северној и Јужној Америци и Аустралији.

## Класификација
- Mouterde
- Boiss.
- Pers.
- (L.) Janka
- Boiss. & Reut.
- Heldr. ex O.E.Schulz
- A.Braun
- Lam.
- Boiss.
- Danin & Hedge
- Emb. & Maire
- Coss. & Durieu
- Ehrh.
- Cirillo
- O.E. Schulz
- Ten.
- Post
- Ten.
- Moris
- Rech.f., Aellen & Esfand.
- (L.) Czern.
- Guss.
- Pourr.
- L.
- (L.) K.Koch
- Boiss. & Heldr.
- L.
- Coss.
- (Poir.) O.E.Schulz
- L.
- (Willd.) DC.
- Raf.
- Hedge & A.G.Mill.
- Batt.
- Pomel
- (Tzvelev) Tzvelev
- Gouan
- Giotta, Piccitto & Arrigoni
- Biv.